# Pjesma
Pjesma je pjevano glazbeno djelo koje je namijenjeno ili prilagođeno pjevanju. Predstavlja oblik lirike. Pjesma pruža mogućnost intenzivnog izražavanja ljudskih osjećaja i raspoloženja.
Sastoji od nekoliko posebno oblikovanih strofa ponekad i različitih melodija.
Na hrvatskom jadranu postoji tradicija pjevanja klapske glazbe koja se izvodi bez pratnje.
Opera i opereta je oblik klasične pjevane glazbe.
Pjesma može biti čisto vokalna, ili ona može imati glazbenu pratnju. Može biti otpjevana od pojedinca, u duetu, triu ili više pjevača glazbenog pjevačkog zbora.
Pjesme se osobito u današnjoj popularnoj glazbi ponekad nazivaju engleskom posuđenicom song.